# 張儼
張 儼（ちょう げん）は、三国時代呉の政治家、歴史家。字は子節。呉郡呉県（現在の江蘇省蘇州市）の人。孫晧の時代に九卿のひとつである大鴻臚となった。

## 生平
張儼は若年時から既に名声を博しており、同郷の朱桓の子の朱異、張惇の子の張純と友好を結んだ。三人で驃騎将軍朱拠をたずねた折には、その才を賞賛された。呉に仕えると顕職を歴任し、孫権に『請立太子師傅表』を上表した。後に博聞多識をもって大鴻臚に任命された。
宝鼎元年（266年）、五官中郎将丁忠とともに晋への使者となり、司馬昭を祭る喪事に参列した。張儼は洛陽に到着した後、賈充・裴秀・荀勗らに難問をもって試されたがこれに屈さなかったという。また羊祜・何楨らと親交を結んだ。武昌への帰還の途中に亡くなった。
著作には『黙記』三巻・『張儼集』二巻があり、子の張勃・張翰らが張儼の死後、善く書き写したため散逸を免れたとされるが現在は失われている。『黙記』は裴松之が『三国志』の注釈と付けた諸葛亮の『後出師表』の出典とされるが、その真贋には議論がある。

## 親族
- 子
  - 張勃、著作に『呉録』他多数。
  - 張翰、字は季鷹、東晋の名士、文章数十編が世に伝わった。『晋書』文苑伝に彼の伝がある。